# Seabiscuit (film)
Seabiscuit er en amerikansk dramafilm baseret på den storsælgende roman Seabiscuit: An American Legend af Laura Hillenbrand. Filmen er løst baseret på galophesten Seabiscuits liv og karriere, der var en undermåler og overset fuldblodhest, hvis uventede succes gjorde ham til en yderst populær mediesensation i USA i slutningen af Depressionen.

## Taglines
- You don't throw a whole life away just beacause you got banged up a little
- A long shot becomes a legend.
- The hopes of a nation rode on a long shot.
- The true story of a long shot who became a legend.

## Rolleliste (udvalgt)
- David McCullough – Fortællerstemme
- Jeff Bridges – Charles Howard
- Paul Vincent O'Connor – Bicycle Supervisor
- Chris Cooper – Tom Smith (træner)
- Michael Ensign – Steamer Owner
- James Keane – Car Customer
- Valerie Mahaffey – Annie Howard (Charles Howards kone)
- David Doty – Land Broker
- Tobey Maguire – Red Pollard (Seabiscuits jockey)
- Elizabeth Banks – Marcela Howard
- Michael Angarano – Red Pollard som ung

## Eksterne Henvisninger
- Seabiscuit på Internet Movie Database (engelsk)
- Seabiscuit på Filmdatabasen
- Seabiscuit på Scope
- Seabiscuit i Svensk Filmdatabas (svensk)
- Seabiscuit på AlloCiné (fransk)
- Seabiscuit på MovieMeter (nederlandsk)
- Seabiscuit på AllMovie (engelsk)
- Seabiscuit hos American Film Institute (engelsk)
- Seabiscuits profil hos Encyclopædia Britannica Online (engelsk)
- Seabiscuit på Turner Classic Movies (engelsk)